# Lew Hitch
Lewis Rufus « Lew » Hitch, né le 16 juillet 1929, à Griggsville, dans l'Illinois, décédé le 8 février 2012, à Wamego, dans le Kansas, est un ancien joueur américain de basket-ball. Il évolue durant sa carrière aux postes d'ailier fort et de pivot.

## Palmarès
- Champion NBA 1952, 1953